# Tine Gielis
Tine Gielis, née le 16 aout 1967 à Louvain, est une femme politique belge, membre du Christen-Democratisch en Vlaams (CD&V).

## Biographie
Tine Gielis nait le 16 aout 1967 à Louvain.
Aux élections législatives fédérales de 2024, Tine Gielis est élue à la Chambre des Représentants.